# Hans Pedersen
Hans Pedersen (Højelse, 5 novembre 1887 – Kimmerslev, 22 settembre 1943) è stato un ginnasta danese.

## Palmarès

### Olimpiadi
- 2 medaglie:
  - 2 argenti (Stoccolma 1912 nel concorso svedese a squadre; Anversa 1920 nel concorso svedese a squadre)

### Giochi olimpici intermedi
- 1 medaglia:
  - 1 argento (Atene 1906 nel concorso a squadre)